# Ецері (Терджольський муніципалітет)
Ецері (груз. ეწერი) — село в Грузії.
За даними перепису населення 2014 року в селі проживає 1206 осіб.